# میدان باستیل

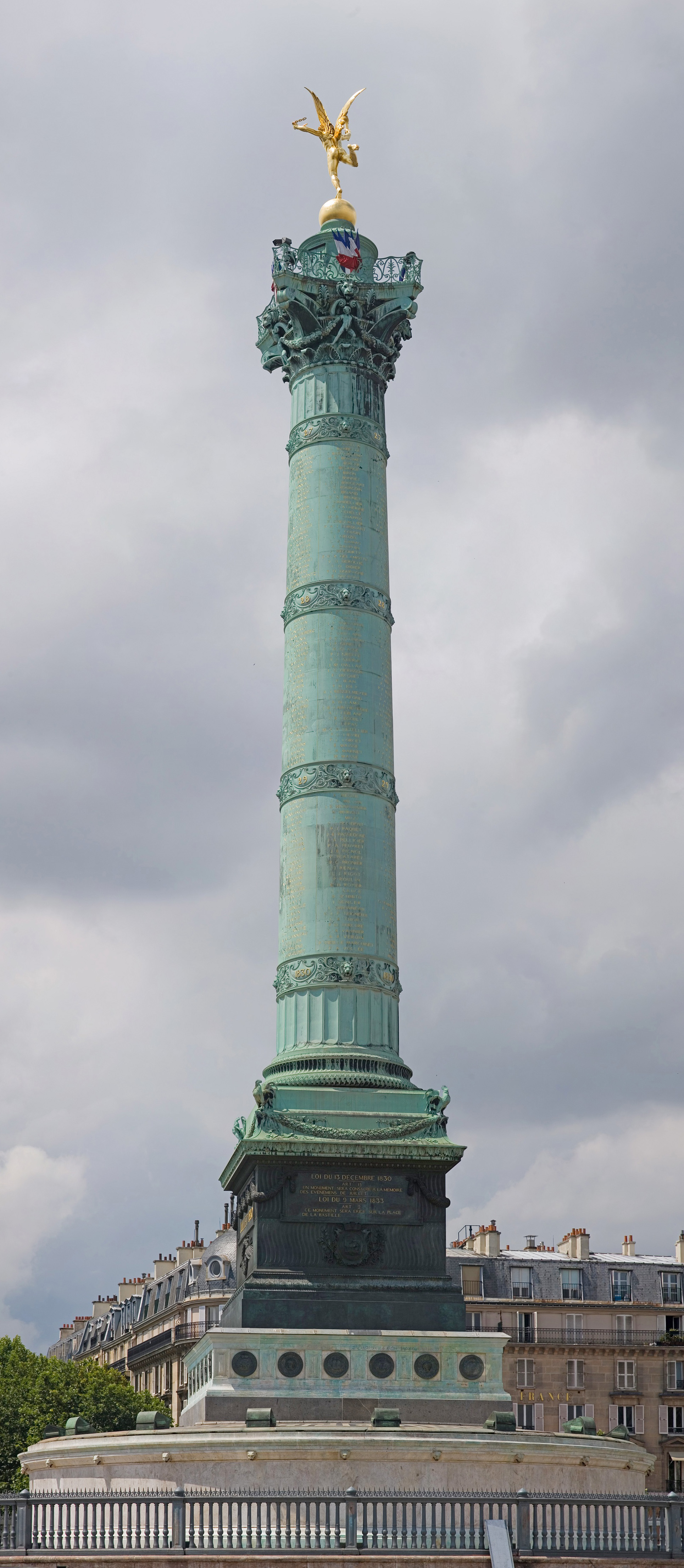
ستون ژوئیه واقع در میدان باستی

میدان باستیل یا مطابق تلفظ فرانسوی میدان باستی (به فرانسوی: Place de la Bastille) /bastij/ میدانی است واقع در شهر پاریس. این میدان هم به خاطر نقش تاریخی و هم به خاطر فعالیت‌های سیاسی صورت گرفته در آن از شهرت برخوردار است. بسیاری از اتفاقات تأثیرگذار تاریخ فرانسه در این مکان حادث شده‌است. فتح قلعه باستیل که زمینه‌ساز انقلاب فرانسه شد را می‌توان یکی از مهم‌ترین اتفاقات واقع شده در این محل نامید. امروزه نیز به خاطر بُعد تاریخی آن از این محل برای برگزاری اجتماعات اجتماعی، سیاسی و راهپیمایی‌ها استفاده می‌شود. از جمله می‌توان از تظاهرات و اعتراضات سندیکاهای کارگری فرانسه در ۲۸ ماه مارس سال ۲۰۰۶ میلادی در این میدان نام برد. طول این میدان ۲۱۵ متر و عرض آن ۱۵۰ متر است. ستون ژوئیه که یادگار انقلاب ۱۸۳۰ است، در وسط این میدان قرار دارد. همچنین اپرا باستیل و ایستگاه مترو باستی در حاشیه این میدان قرار گرفته‌اند.
در فارسی گاه این اسم با املای «باستیل» نیز نوشته شده‌است.